# اردیبهشت ۱۳۸۴
اردیبهشت ۱۳۸۴، دومین ماه سال ۱۳۸۴ هجری خورشیدی است.
آغاز آن دوشنبه: ‌۱ اردیبهشت ۱۳۸۴ (۲۱ آوریل ۲۰۰۵ میلادی)